# Остап'є (гміна)
Гміна Остап'є  (пол. Gmina Ostapie)— колишня сільська гміна у Скалатському повіті Тернопільського воєводства Другої Речі Посполитої. Адміністративним центром гміни було село Остап'є.
Гміна утворена 1 серпня 1934 року на підставі нового закону про самоуправління (23 березня 1933 року).
Площа гміни — 100,56 км²

Кількість житлових будинків — 1854

Кількість мешканців — 9377
Гміну створено на основі попередніх гмін: Остап'є, Городниця, Криве, Вікно, Зарубинці, Малинівка .